# 上施莱滕巴赫
上施莱滕巴赫是德国莱茵兰-普法尔茨州的一个市镇。总面积4.58平方公里，总人口139人，其中男性64人，女性75人（2011年12月31日），人口密度30人/平方公里。